# Partido Baath (1947–1966)
O Partido Socialista Árabe Baath ou Ba'ath (em árabe: حزب البعث العربي الاشتراكي Ḥizb Al-Ba‘ath Al-‘Arabī Al-Ishtirākī) foi um partido político fundado na Síria por Michel Aflaq, Salah ad-Din al-Bitar e associados de Zaki al-Arsuzi. Defendia o Baathismo (em árabe: البعث Al-Ba'ath) que é uma mistura ideológica de nacionalismo árabe, pan-arabismo, socialismo árabe e anti-imperialismo. O Baathismo pedia unificação do mundo árabe em um único estado. Seu lema, "Unidade, Liberdade, Socialismo", refere-se a unidade árabe, e liberdade do controle e interferências não-árabes.
O partido foi fundado pela fusão do Movimento Árabe Baath, liderado por Aflaq e al-Bitar, e o Baath Árabe, liderado por Al-Arsuzi, em 7 de abril de 1947, como o Partido Baath. Seu nome inicial fora Partido Socialista da Ressurreição Árabe (em arabe : حزب البعث العربي الاشتراكي, ḥizb al-baʿṯ al-ʿarabī al-ištirākī). Ramos do partido rapidamente se estabeleceram em outros países árabes, obtendo o poder no Iraque e na Síria. O Partido Baath Árabe fundiu-se com o Partido Socialista Árabe, liderada por Akram al-Hawrani, em 1952, para formar o Partido Socialista Árabe Baath. Michel Aflaq, seu fundador, filósofo e líder espiritual, acreditava no socialismo liberal e assumiu que o socialismo árabe era incompatível com o comunismo. Contrário ao marxismo-leninismo, o Baath não rejeitava a religião e considerava o Islã uma parte integrante da tradição nacional árabe. A organização do partido era elitista e seguia o padrão do partido comunista. Apesar das desconfianças mútuas, o Baath cooperou com os comunistas em uma frente unida na segunda metade dos anos 1950 tanto no Iraque quanto na Síria.
O partido recém-formado foi um sucesso relativo, e tornou-se o segundo maior partido no parlamento sírio na eleição de 1954. Isso, juntamente com a força crescente do Partido Comunista Sírio, levou à criação da República Árabe Unida (RAU), uma união entre o Egito e Síria. A união iria se revelar infrutífera, e um golpe de Estado sírio, em 1961, dissolveu a união.
Após a dissolução da RAU, o Partido Baath foi reconstituído. No entanto, durante a RAU, ativistas militares tinham estabelecido o Comitê Militar para assumir o controle da agremiação das mãos de civis. Enquanto isso, no Iraque, a filial local do Partido Baath tomou o poder por orquestrar e liderar a revolução Ramadã, só a perder o poder alguns meses mais tarde. O Comitê Militar, com o consentimento de Aflaq, tomou o poder na Síria, na revolução de 8 de março de 1963.
A luta pelo poder rapidamente se desenvolveu entre a facção de civis liderada por Aflaq, al-Bitar e Munif al-Razzaz e o Comitê Militar liderado por Salah Jadid e Hafez al-Assad. Como as relações entre as duas facções se tornou pior, o Comitê Militar iniciou um golpe de Estado na Síria em 1966 que derrubou o Comando Nacional liderado por al-Razzaz, Aflaq e os seus apoiantes. O golpe de 1966 dividiu o Partido Baath entre dois grupos diferentes: o Partido dominado pelo Iraque e o outro dominado pela Síria.

## História

### Primeiros anos: 1947–1958

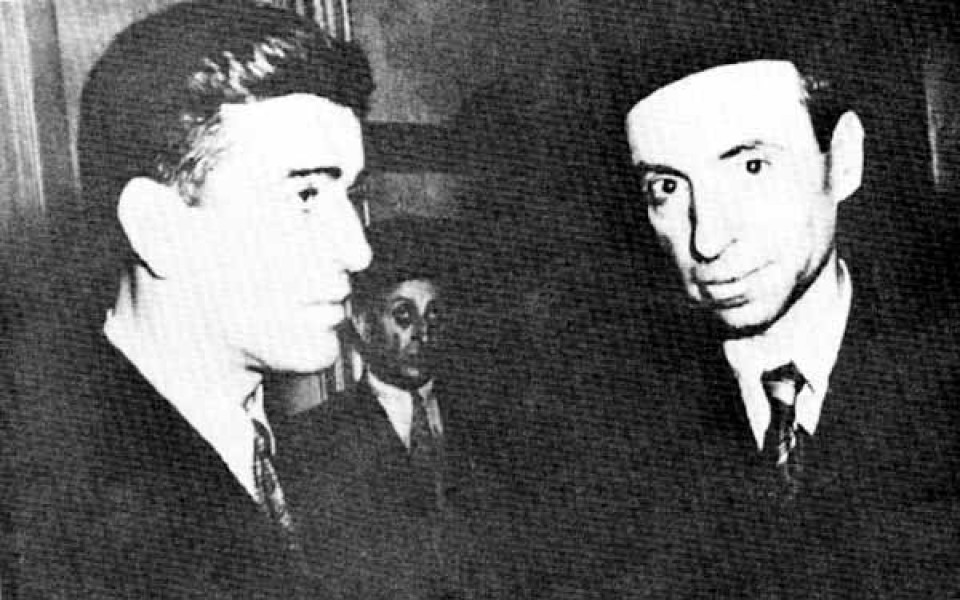
Akram al-Hawrani (à esquerda) com Michel Aflaq, fundador do Partido Baath, em 1957. Os dois líderes eram veementemente nacionalistas árabes e trabalharam incansavelmente para conduzir a Síria ao nacionalismo árabe e a uma aliança com Gamal Abd al-Nasser do Egito.

O partido foi fundado em 7 de abril 1947, como Partido Baath Árabe por Michel Aflaq (um cristão), Salah ad-Din al-Bitar (um muçulmano sunita) e os seguidores de Zaki al-Arsuzi (um alauíta) em Damasco, na Síria, levando ao estabelecimento do Poder Regional da Síria. Outros ramos regionais foram estabelecidos em todo o mundo árabe no final da década de 1940 e início da década de 1950, entre outros, Iraque, Iêmen e Jordânia. Ao longo de sua existência, o Comando Nacional (o órgão responsável por todos os assuntos árabes) deu mais atenção aos assuntos sírios. O 2º Congresso Nacional foi convocado em junho de 1954 e elegeu um Comando Nacional de sete homens; Aflaq, Bitar e Akram al-Hawrani foram eleitos e representaram o Braço Regional Sírio, enquanto Abdullah Rimawi e Abdallah Na'was foram eleitos para representar o Ramo da Jordânia. O congresso é notável por sancionar a fusão do Movimento Socialista Árabe e do Partido Baath, que ocorreu em 1952.
O Braço Regional Sírio alcançou proeminência nas décadas de 1940 e 1950; nas eleições parlamentares de 1954, a Sede Regional da Síria conquistou 22 assentos no parlamento, tornando-se o segundo maior partido do país. 90 por cento dos membros do Partido Baath que se candidataram às eleições foram eleitos para o parlamento. O fracasso dos partidos tradicionais representados pelo Partido do Povo e pelo Partido Nacional fortaleceu a credibilidade pública do Partido Baath. Através dessa posição, o partido conseguiu que dois de seus membros entrassem no gabinete; Bitar foi nomeado Ministro dos Negócios Estrangeiros e Khalil Kallas tornou-se Ministro da Economia. Sua nova e fortalecida posição foi usada com sucesso para angariar apoio para a fusão da Síria com o Egito de Gamal Abdel Nasser, o que levou ao estabelecimento da República Árabe Unida (UAR) em 1958.
O 2º Congresso Nacional reuniu-se em junho de 1954 elegendo sete homens ao Comando Nacional (substituindo o velho Comitê Executivo), órgão máximo do partido entre Congressos Nacionais. Aflaq, Bitar e Hawrani representavam a Filial Regional Síria enquanto Abdullah Rimawi e Abdallah Na'was representaram a Delegação Regional Jordaniana. A estrutura do Partido Baath moderno foi criado no 2º Congresso Nacional, alterando o Regimento Interno do partido. O Congresso aprovou oficialmente a fusão do Baath Árabe e do Partido Socialista Árabe em 1952.
O fracasso dos partidos tradicionalistas (o PP e o NP) a cerrar fileiras, fortaleceu a imagem pública do Partido Baath. Quando o baathista Adnan al-Malki, o vice-chefe de gabinete, foi assassinado por Yunis Abd al-Rahim, um membro do Partido Nacionalista Socialista Sírio (PNSS), o Partido Baath lançou um veemente anti-PNSS com campanhas de ódio que "atingiram proporções histéricas". O que se seguiu foram manifestações organizadas anti-PNSS, ataques a órgãos do partido do al-Bina, a condenação de seus líderes partidários à cadeia, e dissolução do SSNP. Depois disso, os partidos tradicionalistas com o Partido Baath e no Partido Comunista Sírio, assinou um Pacto Nacional que murmuriou o estabelecimento de um governo de unidade. Depois de brigas com os partidos tradicionalistas do PP e do NP, um governo de unidade foi formado liderado por Sabri al-Asali. Bitar e Khalil Kallas foram nomeados Ministro de Negócios Estrangeiros e Ministro da Economia, respectivamente, no novo governo. O Partido Baath, em uma posição de força, então foi capaz de forçar o governo a participar de uma união federal proposta com o Egito. Isso levaria à criação da República Árabe Unida (RAU) e da dissolução da Filial Regional Síria.

### Período da República Árabe Unida: 1958-1961
Em 24 de junho de 1959, Fuad al-Rikabi, o 1º Secretário Regional da Filial Regional Iraquiana, convocou uma conferência de imprensa em Beirute, no Líbano, em que condenou o Comando Nacional, acusando-os de não existir até os seus princípios oficiais pan-árabes. De acordo com Rikabi, que falou em nome do Comando Regional do Iraque. Ele os acusou ainda de conspirar contra a RAU. O Comando Nacional, segundo ele, tinha assumido a organização Sucursal Regional do Iraque por meios ilegais, e tinha estabelecido um fantoche do Comando Regional. Isto foi confirmado pelo Comando Nacional, que respondeu às críticas afirmando que Rikabi havia deixado o cargo de Secretário Regional em 29 de novembro de 1959, e que ele não era qualificado para falar em nome do partido.
O 3º Congresso Nacional, realizado entre 27 agosto e 1 de setembro de 1959, contou com a presença de delegados do "Iraque, Líbano, Jordânia, Arábia do Sul, no Golfo, Sul Árabe, do Magrebe Árabe, Palestina e organizações estudantis de partidos em universidades árabes e outros fora da pátria [árabe]." O Congresso aprovou a dissolução do Poder Regional Sírio, que havia sido decidido por Aflaq e Bitar em 1958.
O Comando Nacional expulsou Rimawi do Partido Baath, em setembro de 1959, por causa de seu oportunismo e sua falta de comparência numa reunião da organização onde era investigado sobre acusações de irregularidades financeiras. Em 6 de setembro de 1959, Rimawi e Gharbiyah emitiram uma resolução que declarou a resolução do Comando Nacional como nula e sem efeito, e negou as acusações que foram levantadas contra Rimawi. Em maio de 1960, Rimawi tinha se estabelecido como rival do Comando Nacional, um órgão que iria desenvolver no Árabe Socialista Revolucionário do Partido Baath (ASPB), um partido pró-RAU. O Partido Revolucionário Baath parou a sua atividade em 1962, ou em 1963. Em 1966, o Poder Regional tinha 1 000 membros.

### Governo Baath e a divisão de 1966: 1961-1966

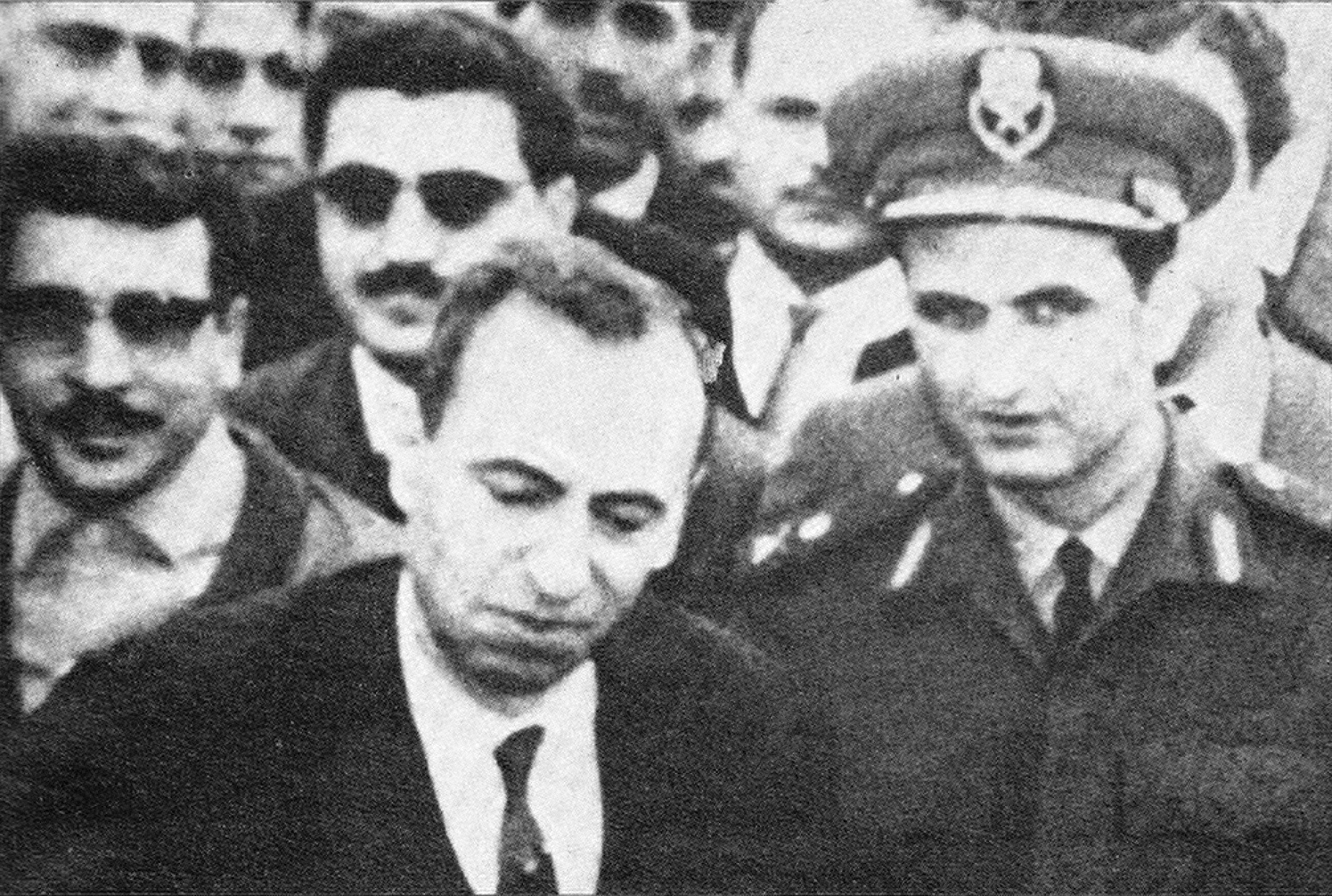
Michel Aflaq (esquerda) e Salah Jadid (direita), logo após assumir o poder em 1963.

Os desafios da construção de um Estado Baathistas levaram a uma considerável discussão ideológica e luta interna dentro do partido. A Filial Regional Iraquiana foi cada vez mais dominada por Ali Salih al-Sadi, agora um marxista auto-descrito, anteriormente anticomunista a partir do verão de 1963. Ele foi apoiado em sua reorientação ideológica por Hammud al-Shufi, o Secretário do Comando Regional Sírio, Yasin al-Hafiz, um dos poucos teóricos ideológicos do partido, e por certos membros secretos do Comitê Militar.
A tendência de extrema-esquerda ganhou o controle no partido no 6º Congresso Nacional de 1963, onde a linha dura dos partidos regionais sírios e iraquianas dominantes juntaram forças para impor uma dura linha de esquerda, chamada de "planejamento socialista", "fazendas coletivas conduzidas por camponeses", "controle democrático dos trabalhadores dos meios de produção", um partido baseado em trabalhadores e camponeses, e outras demandas que refletem uma certa emulação do socialismo ao estilo soviético. Em um ataque codificado sobre Michel Aflaq, o congresso também condenou "notabilidade ideológica", criticando o seu fundo de classe média, dentro do partido. Aflaq, irritado com essa transformação do seu partido, manteve um papel de liderança nominal, mas o Comando Nacional como um todo veio sob o controle dos radicais.

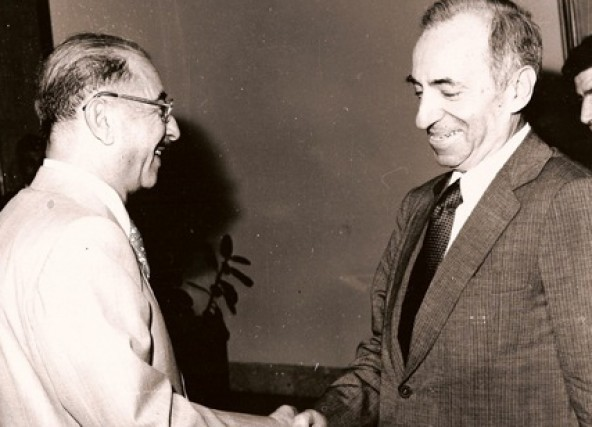
Ahmed Hassan al-Bakr (à esquerda), o Secretário Regional do Poder Regional Iraquiano, apertando as mãos de Michel Aflaq, em 1968.

Em 1963, o Partido Baath tomou o poder, a partir de então a organização funcionava como o partido político sírio oficialmente reconhecido, mas o partidarismo e fragmentação dentro do partido levou a uma sucessão de governos e novas constituições. Em 23 de fevereiro de 1966, um golpe de Estado sangrento liderado por uma facção radical baathista mais de esquerda, chefiada pelo Chefe do Estado Maior Salah Jadid, derrubou Aflaq e o Governo de Salah ad-Din al-Bitar. O golpe brotou da rivalidade de facções entre o campo "regionalista" (qutri) de Jadid no Partido Baath, que promoveu ambições à Grande Síria e ao mais tradicional pan-árabe, no poder da facção, chamada de facção "nacionalista" (Qawmī).
Os partidários de Jadid eram vistos como radicalmente de esquerda, em seguida, Aflaq e seus pares. Muitos dos oponentes de Jadid conseguiram fazer a sua fuga e retiraram-se para Beirute, Líbano. Jadid moveu o partido em uma direção mais radical, embora ele e seus partidários não tinham sido partidários da linha de extrema-esquerda vitoriosa no Sexto Congresso do partido, tiveram agora de se mudar para adotar as suas posições. A facção moderada, anteriormente liderada por Aflaq e al-Bitar, foram removidas do partido.
Na sequência do golpe de Estado de 1966, o Partido Baath foi dividido em dois; fora dele um Partido Baath em Damasco e outro baseado em Bagdá foram formados, com cada um mantendo o que era o genuíno partido e elegendo um Comando Nacional separado para assumir o comando do movimento internacional Baath. No entanto, tanto no Iraque e na Síria, o Comando Regional tornou-se o verdadeiro centro de poder do partido, e os membros do Comando Nacional tornaram-se uma posição amplamente honorária, muitas vezes, o destino de figuras sendo retiradas da liderança. Uma consequência da separação foi que Zaki al-Arsuzi tomou o lugar de Aflaq como o pai oficial da ideologia baathista no Partido com sede em Damasco, enquanto a organização baseada em Bagdá ainda considerava Aflaq o pai de jure da ideologia.

## Organização
A estrutura organizacional do Partido Baath foi criada no 2º Congresso Nacional, alterando o Regimento Interno do partido (em árabe: An-Nidhämu-d-Däkhilï), que foi aprovado no primeiro Congresso Nacional do partido em 1947. A estrutura organizacional corria de cima para baixo, e os membros foram proibidos de iniciar contatos entre os grupos no mesmo nível da organização — todos os contatos tinham de passar por um nível de comando superior.

### Organização nacional
O Comando Nacional foi o órgão dirigente do partido entre as sessões do Congresso Nacional, e era dirigido por um Secretário-Geral. Entre Congressos Nacionais, o Comando Nacional era responsabilizado pelo Conselho Consultivo Nacional (em árabe: al-majlis al-istishari al-quami). O Conselho Consultivo Nacional era um fórum composto por representantes de delegações regionais do partido. No entanto, o número de membros do Conselho Consultivo Nacional eram decididos pelo tamanho do ramo regional. O Congresso Nacional elegeu o Comando Nacional, Tribunal National, órgão de disciplina do partido, e o Secretário-Geral, o líder do partido. Os delegados do congresso determinavam políticas e procedimentos do partido.
Antes de 1954, o partido foi governado pelo Comitê Executivo, mas este órgão, juntamente com outros também, foram substituídos no 2º Congresso Nacional (para mais, veja a seção "Estrutura"). No Baathismo o jargão "Nação" significa a nação árabe, por causa disso, o Comando Nacional formou a maior definição de políticas e conselho coordenador para o movimento Baath em todo o mundo árabe. O Comando Nacional tinha várias agências, similares aos do Comando Regional. Sessões do Comando Nacional foram realizadas mensalmente. Destes, o Escritório Nacional de Ligações era responsável por manter contato com filiais regionais do partido.

### Organização regional
O termo região reflete a recusa do Partido em reconhecê-los como Estados-nação separados. Uma "Região" (quṭr), na linguagem do Baatismo, é um estado árabe, como a Síria, o Iraque, ou o Líbano. O Congresso Regional, que combinava todas as delegações provinciais, foi a mais alta autoridade da região e elegia um Comando Regional, a liderança do partido em uma região específica, o Tribunal Regional, o órgão responsável pela inspeção de disciplina, e um Secretário Regional, o líder regional do partido. O Congresso Regional é composto por delegados dos braços provinciais; outros membros atendidos, mas como observadores. O Congresso Regional era responsável pela avaliação do desempenho do partido desde o último Congresso Regional, enquanto, ao mesmo tempo, a formulação de novas políticas para o próximo período, que dura até o próximo Congresso Regional é realizado. Quanto tempo duraria este período era decidido pelo Comando Regional. O Comando Regional, semelhante ao Comando Ramo, eras operado por meio de agências e reunia-se em sessões semanais.
Abaixo dos Comandos Regionais existiam ramos. O Ramo vinha acima do sub-ramo; este composto por pelo menos 2-5 sub-ramos, e operado a nível provincial. O ramo realizava um congresso periodicamente em que elegia um comando e um secretário (líder). O Comando operava através de agências, como por exemplo o Escritório dos Trabalhadores e a Mesa da Secretaria. Debaixo do ramo estava o sub-ramo, que era composto por três a cinco seções, "e era o nível mais baixo do partido realizando um Congresso periódico." Alguns sub-ramos eram independentes da autoridade central, e elegia o seu próprio comando e secretários, enquanto que outros sub-ramos foram incorporados aos Ramos. Nestes casos, o Secretário do sub-ramo era nomeado pelo Ramo superior.
Uma Seção, que compreendia 2 a 5 Divisões, funcionava no nível de um grande bairro da cidade, uma cidade ou um bairro rural. É eleito o seu próprio comando, composto por cinco membros, mas a secretária do Comando era nomeada pelo sub-ramo. Abaixo do que existiam divisões. Uma divisão era composta por 2 a 7 círculos, controlados por um Comandante de Divisão. Tais grupos ba'atistas ocorriam durante a burocracia e os militares. Eles funcionavam como cão de guarda do Partido e eram uma forma eficaz de vigilância discreta dentro de uma administração pública. O nível mais baixo era o círculo. Ela era composto por três a sete membros, constituía a unidade organizacional básica.
A organização militar era composta de ramos semelhantes aos do setor civil do Baath. No entanto, ao contrário do setor civil da Organização Militar era controlado por um Escritório Militar separado, e segurou periódicos Congressos Militares. A Organização Militar e a Organização Civil convergiram no Congresso Regional.

### Associados
Existiam três tipos de categorias de membros do Partido Baath; Membro Ativo (em árabe: udw ämil), Membro Aprendiz (em árabe: udw mutadarrib) e Adepto (em árabe: firqa). Um membro ativo tinha de comparecer a todas as reuniões formais da sua unidade do partido, foi dado o direito de voto nas eleições do partido, e poderia concorrer a um cargo da organização. Na Filial Regional Síria um membro teve que passar 18 meses como apoiador para ser promovido ao status de Aprendiz, e depois esperar mais 18 meses para ser promovido ao status de Membro Ativo.

## Ideologia e política

### Baath clássico: 1947–1960

#### Nação árabe

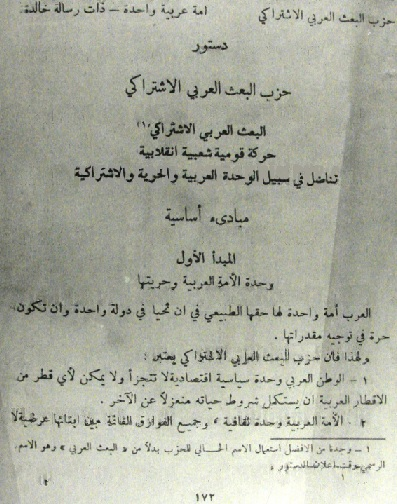
Parte da constituição do Partido Baath, de 1947.

Desde o seu início, o partido era uma manifestação do pensamento nacionalista árabe, com o próprio partido referindo a si mesmo como "O Partido da Unidade Árabe". As tendências pan-árabes do antecessor do partido, o Movimento Baath Árabe, foi reforçado entre 1945-1947 recrutando membros do Baath árabe de Zaki al-Arsuzi. O primeiro artigo da constituição do partido afirmou que "os árabes formam uma nação. Esta nação tem o direito natural de viver em um único estado. [Assim], a pátria árabe constitui uma unidade política e econômica indivisível. Nenhum árabe pode viver para além dos outros."
Para expressar sua crença sincera no nacionalismo árabe, Aflaq cunhou o termo "uma nação árabe, com uma mensagem eterna" (em árabe:  ummah arabiyyah wahidah thatu risalah khalidah). A ideologia do partido, e o Baathismo em geral, não foi baseada em conceitos como a pureza da raça árabe ou chauvinismo étnico, mas em pensamentos idealistas emprestados da era da iluminação. De acordo com o especialista em Oriente Médio Tabitha Petran, a ideia básica da ideologia do partido era;

que a nação árabe é uma entidade permanente na história. A nação árabe é considerada, filosoficamente falando, não como uma formação social e econômica, mas como um fato transcendente inspirando de diferentes formas, uma de suas maiores contribuições que toma a forma de Islamismo. Não foi o Islã que modelou os povos da Arábia, a Crescente Fértil, e Norte de África, os equipando com os valores islâmicos, especialmente a língua e cultura árabe, mas a nação árabe que criou o Islã. Esta concepção da nação árabe implicitamente beneficiou a contribuição árabe para a história. Por outro lado, a decadência árabe pode ser superada através de uma purificação e ação espiritual, não religiosa, mas moral.

#### Camponês e trabalhadores
No início, o Baath deu pouca atenção aos problemas que os camponeses e trabalhadores enfrentavam. Como Hanna Batatu observa, "Aflaq era basicamente urbano em perspectiva. Os camponeses nunca constituirão um objeto de sua preocupação especial. Na sua escrita há quase uma expressão de interesse concentrada nos lavradores do país." Enquanto os camponeses e os problemas enfrentados por eles são mencionados em alguns dos trabalhos de Aflaq, houve quase nenhuma profundidade dada a eles ou aos problemas enfrentados por eles. Para dar um exemplo, em um caso Aflaq afirma que "a [luta nacional] ... só pode basear-se na generalidade dos árabes e estes não vão participar se eles são explorados". Em segundo lugar, Aflaq nunca teve qualquer inimizade oficial com os proprietários tradicionais. Questões como estas só viriam a ganhar destaque quando Akram al-Hawrani se tornou uma figura de liderança do partido, e quando as "transições baathistas" tomaram o poder. Dos quatro membros no Primeiro Comitê Executivo, Wahib al-Ghanim foi o único que prestou muita atenção aos problemas dos camponeses e trabalhadores, porque os outros membros (Aflaq, Salah ad-Din al-Bitar e Jalil al-Sayyide) tiveram uma educação de classe média e mantiveram os valores da classe.
A organização do partido no início nunca cultivou profundos seguidores em áreas rurais. De fato, no congresso de fundação do partido, apenas um camponês e um trabalhador estavam presentes entre os 217 delegados. A maioria dos delegados eram ou professor da escola ou alunos que frequentavam universidades. Quando o Partido Socialista Árabe (PSA) de Akram al-Hawrani se fundiu com o Partido Baath, a maioria dos membros do PSA de origens camponesas não aderiu ao Partido Baath, ao invés se tornaram seguidores pessoais de Hawrani. No entanto, a maioria dos membros do Baath eram de educação rural. A "transição do Baath", que cresceu a partir da dissolução da Filial Regional Síria na dissolução de 1958 e o Comité Militar, eram mais rurais em perspectiva, política e ideologia.

#### "Unidade, liberdade, socialismo"
O lema "Unidade, liberdade, socialismo" é o princípio fundamental no pensamento do Partido Baath. A união significava a criação de um Estado independente e forte (Veja a seção "Nação árabe"). Liberdade não significa democracia liberal, mas sim a liberdade da opressão colonial e da liberdade de expressão e de pensamento. Aflaq acreditava que o Partido Baath, ao menos em teoria, iria governar, e orientar as pessoas, em um período de transição de tempo, sem consultar o povo, no entanto, ele se apoiou na democracia intra partidária. O último princípio, o 'socialismo', não queria dizer o socialismo como é definido no Ocidente, mas sim uma forma única de socialismo árabe. De acordo com o pensamento do Partido Baath, o socialismo tinha se originado sob o governo de Maomé. A interpretação original do socialismo árabe não responde a perguntas como: quanto o controle do Estado era necessária, ou a igualdade econômica; mas em vez focava em libertar a nação árabe e seu povo a partir da colonização e opressão em geral.

### Transição do Baath: 1960–1964

#### Regionalistas contra Nacionalistas
Após o fracasso da República Árabe Unida (RAU), uma união do Egito e da Síria, do Partido Baath foi dividida em duas facções principais, dos Regionalistas (em árabe: Qutriyyun) e os Nacionalistas (pan-árabe) (em árabe: gawmiyyun). Quando a união com o Egito entrou em colapso, o Partido Baath foi colocado em uma posição difícil, o partido ainda procurou a unidade árabe, mas não se opôs a dissolução da RAU e não quis procurar outra união com o Egito sob o governo de Gamal Abdel Nasser. No entanto, sendo o partido unionista que era, os líderes do partido não poderiam indicar a sua posição sobre esta questão. O resultado final foi que os Nacionalistas pró-árabes dentro do Partido Baath se tornaram Nasseristas comprometidos, enquanto os Nacionalistas árabes mais moderados fundaram o partido pró-Nasserista Unionista Socialista. O terceiro grupo, liderado por pessoas desiludidas tanto com Nasser e o período de união, mantiveram-se no Partido Baath, deixando de acreditar na viabilidade do pan-arabismo. Em 21 de fevereiro de 1962, o Comando Nacional emitiu uma nova política em relação ao projeto pan-árabe, mencionando primeiro os sucessos e fracassos da RAU, mas terminando a declaração apelando ao restabelecimento da união política como uma união federal descentralizada com o Egito de Nasser. Muitos membros-base se opuseram a esta mudança na política, com muitos membros tornando-se desiludidos com o pan-arabismo e o regime partidário contínuo de Aflaq.
Quando o Poder Regional Sírio foi restabelecido, a maioria dos seus membros nas províncias eram de origem comum – Drusos, Alauítas ou Ismaelitas. Os membros provinciais do partido não tinham sido informados sobre a dissolução da Delegação Regional Síria, que na verdade quebrou a linha de comunicação com delegações provinciais e do Comando Nacional. Enquanto era verdade que, em 1962, os Regionalistas apoiaram o slogan, aprovado no 5º Congresso Nacional, "a renovação da união com o Egito, enquanto levando em conta os erros do passado", trataram esse lema como um slogan de propaganda, e não como uma meta viável.

#### A "estrada para o socialismo árabe"
A desilusão sentida entre os membros do partido sobre o projeto pan-árabe, levou à radicalização da interpretação da organização sobre o socialismo. Yasin al-Hafiz, um ex-membro do Partido Comunista Sírio, foi um dos primeiros pioneiros a radicalizar o partido. Enquanto ele não se opôs ao projeto pan-árabe, que queria transformar o conceito de socialismo árabe em uma ideologia socialista científica e revolucionária, que adaptou o marxismo às condições locais. Jamal al-Atassi, que tinha sido um socialista moderado durante a maior parte de sua vida, pediu a renúncia do socialismo árabe, em 1963, e a adoção de um "conceito praticamente Marxista do socialismo", afirmando que a luta de classes era a força motriz da sociedade.
Hammud al-Shufi tornou-se o líder da facção marxista do partido durante o seu curto período como Secretário Regional Sírio, literalmente, o chefe da Organização Regional Síria. Shufi foi capaz, devido à sua posição de chefe do Gabinete do Comando Regional de Organização, de recrutar vários marxistas ou membros marxistas inclinando-se ao topo da hierarquia do Partido Regional Sírio. Socialistas radicais liderados por Ali Salih al-Sadi assumiu o controle da Filial Regional do Iraque, em 1963, que levou à radicalização da ideologia oficial do partido.
Os delegados no 6º Congresso Nacional elegeram uma Comissão de Ideologia, que foi responsável por escrever uma carta sobre a ideologia do partido. O resultado final foi o documento Pontos de Partida. O documento, que foi aprovado pelo 6º Congresso Nacional, relegou a unidade árabe a um papel secundário e deu destaque ao socialismo. Conceitos marxistas foram usados indistintamente ao lado dos baatistas, no entanto, o documento estava relutante em admitir explicitamente que certas ideias eram de origens marxistas. Enquanto Pontos de Partida não existia, uma ruptura com a ideologia tradicional do partido criticou a velha guarda da organização a determinada unidade árabe primária sobre o socialismo e sua falha em transformar o Baathismo em uma teoria abrangente. Enquanto os documentos diziam que a unidade árabe era progressiva, a razão para isso ser importante mudou. O documento afirmava; "a unidade árabe é uma base indispensável para a construção de uma economia socialista". Aflaq também acreditava que a unidade árabe era apenas uma meta intermediária, mas ficou no centro do Baathismo clássico. Em Pontos de Partida, apesar de não dizer com firmeza, o objetivo de criar uma sociedade socialista parecia ser tanto um objetivo imediato e o principal objetivo da organização.
O conceito de socialismo árabe, acusado de ser intolerante e nacionalista, foi substituído pelo conceito de estrada para o socialismo árabe. Pontos de Partida criticaram a visão baatista clássica sobre a propriedade privada. Enquanto o Baathismo clássico apoiou a propriedade privada, como forma de recrutar elementos da pequena burguesia ao partido. O documento chamou de nacionalização dos altos comandos da economia, a incorporação lenta da pequena burguesia na economia socialista e a eliminação da burguesia nacional e tinha aulas de aliados. Para salvaguardar o partido de evoluir para um apoiador do capitalismo de Estado, a economia socialista seria controlada por um partido de vanguarda, juntamente com a participação popular das massas trabalhistas.

### Neo-Baathismo
Neo-Baathismo é um termo usado para descrever as mudanças dramáticas que se manifestam na ideologia Baathista entre 1960-1964, e de aquisição da Comissão Militar do Poder Regional Sírio e do Comando Nacional no período de 1964-1966. O 6º Congresso Nacional significou a aquisição do partido por uma esquerda anti-militarista que se opunha tanto aos líderes tradicionais do Comando Nacional e aos pragmáticos no Comité Militar. Quando a esquerda anti-militar chamado para a democracia popular, não houve envolvimento nas forças armadas na política nacional e da luta popular, o Comité Militar ficou preocupado. Em 1965, os esquerdistas anti-militares começaram a "espalhar rumores sobre o caráter direitista da junta militar [Comitê Militar] dentro do partido e os seus esforços subversivos para afundá-lo. Não havia um único oficial no grupo que não fosse acusado de conspiração e tendências reacionárias". Em colaboração com o Comando Nacional o Comité Militar conseguiu expulsar a esquerda anti-militar do partido no 7º Congresso Nacional. O Comité Militar, que agora controlava o Poder Regional Sírio, assumiu o controle do Partido Baath no golpe de 1966. De acordo com o especialista em Oriente Médio Avraham Ben-Tzur "o [neo-] Baathismo em sua última variante é um aparato burocrático dirigido pelos militares, cuja vida e rotina diária eram moldadas pela opressão militar rígida em frente a casa, e [ajuda soviética entre outras] auxílio militar".

## Filiais regionais

### Iraque
Fuad al-Rikabi fundou a Filial Regional Iraquiana em 1951 ou 1952. Há aqueles que traçam a fundação da filial por Abd ar Rahman ad Damin e Abd al Khaliq al Khudayri em 1947, após seu retorno do 1º Congresso Nacional, que se realizou na Síria. Outra versão é que a filial foi criada em 1948 por Rikabi e Sa'dun Hamadi, um muçulmano xiita. No entanto, Efraim Karsh e Inari Rautsi afirmam que o Poder Regional foi criado na década de 1940, mas que recebeu o reconhecimento oficial como um ramo do Partido Baath Regional em 1952 pelo Comando Nacional. O que é certo é que Rikabi foi eleito o primeiro Secretário Regional da Secção Regional em 1952.
O partido consistia inicialmente em uma maioria de muçulmanos xiitas, como Rikabi que recrutava partidários, principalmente de seus amigos e família, mas aos poucos tornou-se dominada por sunitas. O Poder Regional, e de outros partidos de inclinação pan-árabe, teve dificuldades em recrutar membros xiitas. A maioria dos xiitas consideraram a ideologia pan-árabe como um projeto sunita, já que a maioria dos árabes são sunitas.
Na época da Revolução de 14 de Julho, em 1958, que derrubou a monarquia Hachemita, o Poder Regional tinha 300 membros. A Filial Regional Iraquiana apoiou o Estado de Abdul Karim Kassem de alegava que ele iria procurar a entrada do Iraque na República Árabe Unida. Dos 16 membros do gabinete de Kassem, 12 deles eram membros do Ramo Regionais. Depois de tomar o poder, Kassem mudou a sua posição sobre a RAU, revertendo-se à velha "primeira política do Iraque". Este por sua vez, desagradou o Poder Regional e de outros grupos nacionalistas árabes. Por causa de sua política de reversão, o Poder Regional reuniu um grupo, liderado por Saddam Hussein, que tentou, mas não conseguiu o assassinar.
A Sucursal Regional tomou o poder no Golpe de Estado de Fevereiro de 1963, conhecido como a Revolução Ramadã. O golpe foi liderado pelo membro-líder da Filial Regional Ahmed Hassan al-Bakr. Os conspiradores nomearam Abdul Salam Arif, um nasserista, à presidência enquanto al-Bakr foi nomeado primeiro-ministro do país. No entanto, o poder real estava nas mãos de Ali Salih al-Sadi, o Secretário do Ramo Regional. Depois de tomar o poder, o Ramo Regional através de sua milícia, a Guarda Nacional, iniciou o que especialistas iraquianos Con Coughlin referiram-se como uma "orgia de violência" contra os comunistas e elementos de esquerda. Estas medidas repressivas juntamente com o partidarismo no âmbito do Poder Regional levaram ao Golpe de Estado Iraquiano de 1963 pelo presidente Arif e seus partidários nasseristas. O especialista em Iraque Malik Mufti acredita que Aflaq pode ter feito o golpe porque enfraqueceu a posição de al-Sadi dentro do partido e fortalecer a sua própria. O golpe obrigou o ramo a passar à clandestinidade. Por causa do golpe, vários líderes baathistas foram presos, como al-Bakr e Saddam. Apesar disso, o Poder Regional elegeu al-Bakr como Secretário Regional, em 1964.

### Jordânia
Após o estabelecimento do partido na Síria, ideias baatistas espalharam-se por todo o mundo árabe. Na Jordânia, o pensamento Baathista se propagou à Cisjordânia no final da década de 1940, principalmente em universidades. Enquanto o Poder Regional só foi formado em 1951, foram realizadas várias reuniões nas universidades onde os estudantes e professores da mesma forma discutiam o pensamento do Partido Baath. Apesar da ideologia ser muito popular, levou tempo até que a real Filial Regional ser estabelecida. Um grupo de professores estabeleceram o Poder Regional na cidade de Queraque. No início, a clínica de propriedade de Abd al-Rahman Shuqyar foi usada como ponto de encontro do ramo. Bahjat Abu Gharbiyah se tornou o primeiro membro do Poder Regional, na Cisjordânia, e foi, assim, resignado a responsabilidade de construir a organização do ramo secretário do partido na área, na Cisjordânia, e foi, portanto, responsável nessa área. Na Cisjordânia, o ramo foi mais ativo nas cidades de Jerusalém e Ramallah.
O 1º Congresso Regional foi realizado em 1951 na casa de Abdullah Rimawi. O congresso traçou o "curso futuro do partido". No ano seguinte, o 2º Congresso Regional foi realizado, desta vez na casa de Abdallah Na'was. Ele elegeu um Comando Regional e nomeou Rimawi como Secretário Regional do ramo. Shugyar, Gharbiyah e Na'was concordou em servir no Comitê Central do Poder Regional. Rimawi e Na'was, seu vice, provaria líderes eficazes. Logo após o 2º Congresso Regional, o ramo lançou uma campanha de recrutamento de sucesso nos bairros e cidades da Jordânia e palestinos. Em 28 de agosto de 1956, o ramo foi legalizado por um Tribunal Superior.
Ambos Rimawi e Na'was foram eleitos para o Parlamento nas eleições de 1950 e 1951 como políticos independentes (o ramo não era um partido legal na época). Na eleição de 1951, o ramo conseguiu eleger três membros para o parlamento. Rimawi foi capaz de manter o seu lugar no Parlamento, até a eleição de 1956. Nenhuma dessas eleições pode ser considerada democrática. Shuqyar, durante as eleições de 1951, foi preso pelas autoridades porque os seus pontos de vista foram considerados como radicais. Menos de um mês antes do dia da eleição, a embaixada britânica em Amã tinha estimado que Shuqyar ganharia uma vitória fácil. No entanto, por causa da natureza não democrática da eleição, Shuqyar não foi eleito. Como padrões de votação provaria, os eleitores que votaram em candidatos baatistas viviam em Irbid e Amã, na margem oriental, e de Jerusalém e Nablus, na Cisjordânia.
Shuqyar durante um exílio imposto pelo governo ao sul da Jordânia, usou seu tempo livre lendo literatura marxista e leninista. Enquanto nunca se tornou um comunista, ele começou a apoiar os conceitos do comunismo. Em seu retorno do exílio, ele tentou convencer o Poder Regional a participar de uma frente eleitoral com o Partido Comunista Jordano. No entanto, os líderes dos Ramo Regionais Rimawi, Na'was, Gharbiyah e Munif al-Razzaz se opuseram a tal ideia, e por causa disso, Shuqyar deixou o Partido Baath.
Rimawi e Na'was foram eleitos para o Comando Nacional no 2º Congresso Nacional (realizado em 1952). No 6º e 7º Congresso Nacional, o Poder Regional elegeu Razzaz ao Comando Nacional.

### Líbano
O Poder Regional Libanês foi formado em 1949-1950. Durante a existência da RAU, o Poder Regional foi dividido em duas facções, os que apoiam Nasser e aqueles que se opõem a ele. No entanto, em abril de 1960, a RAU negou ao órgão As Sahafäh da Filial Regional o acesso aos governados RAU na Síria.
O Poder Regional foi mais forte para a cidade de Trípoli. Nas eleições de 1960, Abd al-Majid Rafi estava a poucos votos de ser eleito para o parlamento. No entanto, um problema persistente para ele durante sua campanha eleitoral foi sua crítica vocal e o Poder Regional do Partido Comunista Libanês. Em Trípoli, os comunistas apoiaram a candidatura de Rashid Karami, para assegurar-se de uma vitória da Filial Regional. Em 17 de julho de 1961, um grupo de baathistas rivais liderados por Rimawi (veja a seção "Jordânia") abriu fogo contra vários membros do Poder Regional.
Durante os anos de RAU, as mesmas linhas de facções que se desenvolveram na Filial Regional Síria chegaram à Filial Regional Libanesa. No 4º Congresso Nacional (realizado no Líbano), que contou com a presença principalmente de delegados representando o Líbano, várias resoluções pronunciadas com um tom anti-Nasser foram aprovadas. Ao mesmo tempo, a crítica de Aflaq e Bitar foi grave, tanto os seus registros de liderança e suas ideologias foram criticadas. Uma resolução foi aprovada, a qual afirmou que os líderes do partido [Aflaq, al-Bitar, entre outros] tiveram que entrar em uma união com o Egito, erradamente dissolveram o Poder Regional da Síria em 1958, dado ao pan-arabismo primazia quando o socialismo era o mais importante, a necessidade de usar ferramentas marxistas, não baathis, para analisar a situação atual e a necessidade do partido em fortalecer suas posições entre as classes populares – os trabalhadores, camponeses, artesãos e lojistas. Por causa da posição do Poder Regional Libanês, Aflaq no 5º Congresso Nacional convidou delegados iraquianos suficientes do Braço Regional para neutralizar os delegados libaneses. No entanto, ao mesmo tempo, a Filial Regional Libanesa se opôs ao Hawrani e sua facção. No 6º Congresso Nacional, a Filial Regional Libanesa elegeu Jubran Majdalani e Khalid al-Ali ao Comando Nacional.
No 7º Congresso Nacional do Comando Nacional, em colaboração com o Comité Militar, expulsaram ou removeram os de esquerda, como os encontrados no Poder Regional Libanês a partir da posição de liderança, e nos casos mais graves, os expulsou do partido. A Filial Regional Libanesa conseguiu eleger três membros ao Comando Nacional no 7º Congresso Nacional; Majdalani, al-Ali e Abd al-Majid Rafi.

### Líbia
O Poder Regional foi fundado na década de 1950 por Amr Taher Deghayes. O baathismo foi uma grande força política na Líbia após a criação da República Árabe Unida. Muitos intelectuais foram atraídos pela ideologia baathista durante os últimos anos do Reino da Líbia. No entanto, com a ajuda de propaganda nasserista, vários baathistas mudaram de afiliação e tornaram-se por sua vez nasseristas. O crescimento dessas ideologias pan-árabes preocuparam o governo, o que levou à prisão de vários militares nasseristas e baatistas no início dos anos sessenta. O Partido Baath foi acusado de trabalhar para derrubar "o sistema político, econômico e social" do Reino; as sentenças variavam ao todo de oito meses a dois anos. Por volta de 1964, o Poder Regional líbio só tinha conseguido estabelecer um nível abaixo do Comando Regional, o nível de ramo. O especialista sírio John Devlin estimou que a Filial Regional líbia tinha entre 50 e 150 membros em 1964.